# 胡旭初
胡旭初（1921年—？），男，原籍江苏无锡，生于上海，中国生理学家，曾任中国科学院上海生理研究所研究员、博士生导师。